# Carl-Gustaf Grotander
Carl-Gustaf Grotander, född den 9 december 1920 i Stockholm, död där den 11 juli 2000, var en svensk jurist.
Grotander avlade studentexamen 1939 och juris kandidatexamen vid Stockholms högskola 1945. Han genomförde tingstjänstgöring i Medelpads östra domsaga 1945–1947 och var tingssekreterare i Jämtlands norra domsaga 1949–1952. Grotander blev fiskal i Hovrätten för nedre Norrland 1948, assessor där 1955, hovrättsråd 1959, revisionssekreterare 1962 (tillförordnad 1959) och biträdande häradshövding i Solna tingsrätt 1963. Han var lagman i Huddinge tingsrätt 1977–1987. Grotander var ledamot av Stockholms läns landsting för Moderata samlingspartiet 1977–1991. Han blev riddare av Nordstjärneorden 1963.